# Kőmíves Nagy Lajos
Kőmíves Nagy Lajos (Budapest, 1886. augusztus 16. – Kolozsvár, 1977. december 9.) magyar újságíró, dramaturg. Tessitori Nóra férje.

## Életútja
Budapesti egyetemi évei után 1907-től Kolozsvárt előbb az Újság, Kolozsvári Hírlap, 1919 után a Keleti Újság belső munkatársa. 1941-től a kolozsvári magyar színház, 1946-tól a marosvásárhelyi Székely Színház rendezője, 1947-től nyugalomba vonulásáig (1971) a Szentgyörgyi István Színművészeti Főiskola tanára.
Tevékeny részt vett a Kós Károly kezdeményezte kalotaszegi Magyar Néppárt zászlóbontásában, majd az OMP demokratikus ellenzékének reformkezdeményezéseiben. Osvát Kálmán megítélése szerint "...az erdélyi politika vezetőiről, egyházi emberekről közölt lélekrajzai, műtermi riportjai a Keleti Újság egyik legismertebb és elismert írójává tették" (Erdélyi Lexikon. Nagyvárad, 1929. 153). Emlékezetes Ady-cikksorozata (1922–24), melynek forrásértékű anyagát Zilahon és Érmindszenten gyűjtötte össze. A Metamorphosis Transylvaniae című gyűjteményben az erdélyi magyar képzőművészetről szóló tanulmány szerzője (1937).
Több színész-nemzedéket nevelt fel. Shakespeare, Molière, Hauptmann, Shaw és más klasszikusok darabjai mellett nevéhez fűződik Háy Gyula Isten, császár, paraszt című történelmi drámájának rendezése (1947) és Bródy Sándor darabjának, A tanítónőnek 1956-os felújítása is.